# Stefan Krabath
Stefan Krabath (* 1969 in Höxter) ist ein deutscher Mittelalter- und Neuzeitarchäologe. 

## Leben
Stefan Krabath studierte an der Georg-August-Universität Göttingen Ur- und Frühgeschichte, Kunstgeschichte und Volkskunde bei Gernot Jacob Friesen und Hans-Georg Stephan. Er promovierte über die mittelalterlichen Buntmetallfunde nördlich der Alpen.
Zu Krabaths Hauptarbeitsgebieten gehören Schmuck, dem unter anderem seine 2001 im Druck erschienene Dissertationsschrift gewidmet war, und Keramik sowie allgemein die Erforschung des Alltagslebens und der Sachkultur im Mittelalter sowie der Neuzeit. 
Auf der Suche nach dem Standort von Hethis, dem ersten Kloster im Solling, leitete er 1999 zusammen mit dem Archäologen Hans-Georg Stephan in der Nähe von Neuhaus im Solling eine 1.100 m² große Ausgrabung.
Stefan Krabath arbeitete beim Landesamt für Archäologie Sachsen in Dresden als Gebietsreferent unter anderem in der Oberlausitz, in Mittelsachsen und im Vogtland. In dieser Zeit forschte er zur historischen Entwicklung von Keramik, Kachelöfen und der neuzeitlichen Bestattungskultur aus archäologischer und kunsthistorischer Sicht. Nebenher führte er Ausgrabungen in der Töpfereiwüstung Bengerode und im Alten Brennhaus der Porzellanmanufaktur Fürstenberg durch. 
Seit 2017 leitet er das Referat „Historische Geographie und Archäologie des zweiten Jahrtausends nach Christus“ am Niedersächsischen Institut für historische Küstenforschung in Wilhelmshaven.

## Veröffentlichungen (Auswahl)
- Schmuck im Mittelalter. Grundlegende Formen in ihrer Entwicklung vornehmlich aus archäologischer Sicht. In: Das Mittelalter. 21, Heft 2, 2016, S. 246–272.
- mit Barbara Glinkowska, Anna Bober-Tubaj, Agata Bojanowska, Michał Karpiński, Andrzej Olejniczak, Tadeusz Orawiec, Anna Puk, Robert Szwed, U Źródeł: Bolesławieckiej ceramiki. Boleslawiec jako jeden z ośrodków garncarstwa środkowoeuropejskiego od XV do XVII w. [Von den Anfängen der Bunzlauer Keramik. Funde des 15.–17. Jahrhunderts aus einem mitteleuropäischen Zentrum der Töpferei.] Ausstellungskatalog. Görlitz und Bunzlau (Bolesławiec), 2012.
- Das alte Rathaus in Bischofswerda. Neues über die Anfänge einer alten Stadt (= Archaeonaut. Band 6). Landesamt für Archäologie, Dresden 2007, ISBN 978-3-910008-78-6.
- Die Entwicklung der Keramik im Freistaat Sachsen vom späten Mittelalter bis zum Beginn der Industrialisierung – ein Überblick. In: Regina Smolnik (Hrsg.): Keramik in Mitteldeutschland – Stand der Forschung und Perspektiven. Beiträge zum 41. Internationales Hafnerei-Symposium des Arbeitskreises für Keramikforschung vom 21. bis 27. September 2008 in Dresden. Veröffentlichungen des Landesamtes für Archäologie 57. Dresden 2012, S. 35–171.
- mit Lothar Lambacher (Hrsg.): Der Pritzwalker Silberfund. Schmuck des späten Mittelalters. Stadt- und Brauereimuseum, Pritzwalk 2006, ISBN 3-00-018899-1.
- Die hoch- und spätmittelalterlichen Buntmetallfunde nördlich der Alpen. Eine archäologisch-kunsthistorische Untersuchung zu ihrer Herstellungstechnik, funktionalen und zeitlichen Bestimmung. Leidorf, Rahden/Westfalen 2001, ISBN 3-89646-335-7.
- mit Andrea Bulla, Gerhard Almeling, Gisela Wolf, Klaus Grote, Silke Grefen-Peters, Sonja König, Stefan Hesse: Im Schatten von Kirche und Rathaus: Archäologische Funde aus Hann. Münden (= Sydekum-Schriften zur Geschichte der Stadt Münden. Band 31). Heimat- und Geschichtsverein Sydekum, Hannoversch Münden 2000, ISBN 3-925451-32-3.